# An-Nazla al-Gharbiya
An-Nazla al-Gharbiya (àrab: النزله الغربيه, an-Nazla al-Ḡarbiyya) és un municipi palestí de la governació de Tulkarem, a Cisjordània, 16 kilòmetres al nord de Tulkarem. Segons l'Oficina Central Palestina d'Estadístiques, tenia 885 habitants el 2006. El 6,1% de la població d'an-Nazla al-Gharbiya eren refugiats en 1997. Els serveis de salut de les viles del voltants es presten a Baqa ash-Sharqiyya, on hi han estat designades pel Ministeri de Salut de Palestina com de nivell 3.

## Història
En 1882 el Survey of Western Palestine del Fons per a l'Exploració de Palestina va descriure An-Nazla al-Gharbiya, aleshores anomenada Nuzlet et Tinat: «un petit vilatge amb figueres i un pou d'aigua a l'oest a la zona baixa. Hi ha coves al sud.»

### Època del Mandat Britànic
Segons el cens organitzat en 1931 per les autoritats del Mandat Britànic, Nazla al Gharbiya tenia 64 musulmans en un total de 13 cases.
En 1945 la població de Nazla el Gharbiya era de 100 musulmans, amb 2,320 dúnams de terra segons un cens oficial de terra i població. D'aquests, 182 dúnams eren plantacions i terra de rec, 556 eren usats per cereals, mentre 2 dúnams eren sòl edificat.

### Després de 1948
Després de la de la Guerra araboisraeliana de 1948, i després dels acords d'Armistici de 1949, An-Nazla al-Gharbiya va restar en mans de Jordània. Després de la Guerra dels Sis Dies el 1967, ha estat sota ocupació israeliana